# 노키아 (핀란드)

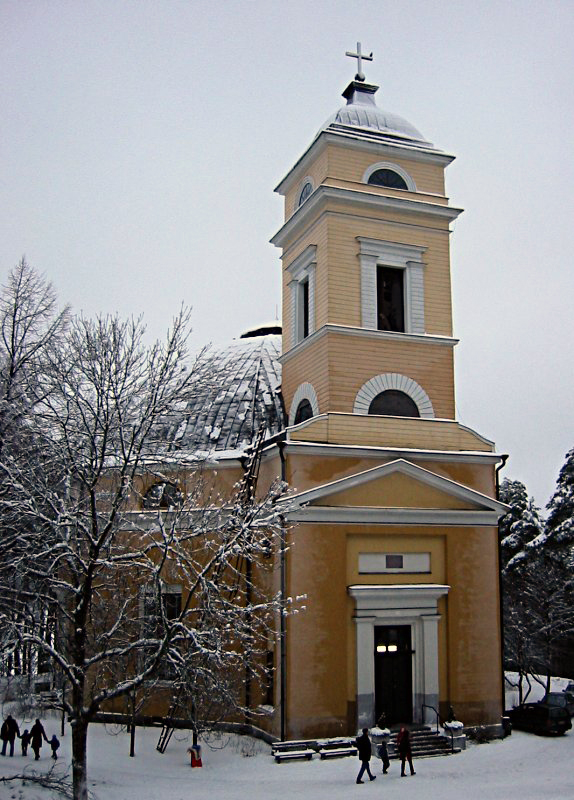
노키아 성당

노키아(핀란드어: Nokia)는 핀란드 피르칸마 지역에 위치한 도시로, 면적은 347.76km2, 인구는 32,075명(2012년 기준), 인구 밀도는 111.3명/km2이며 탐페레에서 서쪽으로 약 15km 정도 떨어진 곳에 위치한다. 1922년에 수르피르칼라(Suur-Pirkkala, 대(大)피르칼라)라는 도시가 포흐요이스피르칼라(Pohjois-Pirkkala, 북(北)피르칼라), 에텔래피르칼라(Etelä-Pirkkala, 남(南)피르칼라, 현재의 피르칼라(Pirkkala))로 분할되면서 신설되었으며 1937년에 지금과 같은 이름으로 바뀌었다.
1865년 프레드리크 이데스탐에 의해 제지 공장이 들어섰으며 1904년 수오멘 카펠리테흐다스(Suomen kaapelitehdas Oy →핀란드 케이블 산업) 공장이 입주했다. 1967년 수오멘 카펠리테흐다스 등 3개 기업이 합병하면서 현재의 노키아가 탄생했으며 1977년 시로 승격되면서 지금과 같은 이름으로 바뀌었다. 통신 회사 노키아는 여기서 유래된 이름이다.
노키아(nokia)는 핀란드어로 담비라는 뜻이다. _ lilsea@ _ [미래는 핀란드에 있다] p281참조.

시 문장